# Antoni Guiral Conti

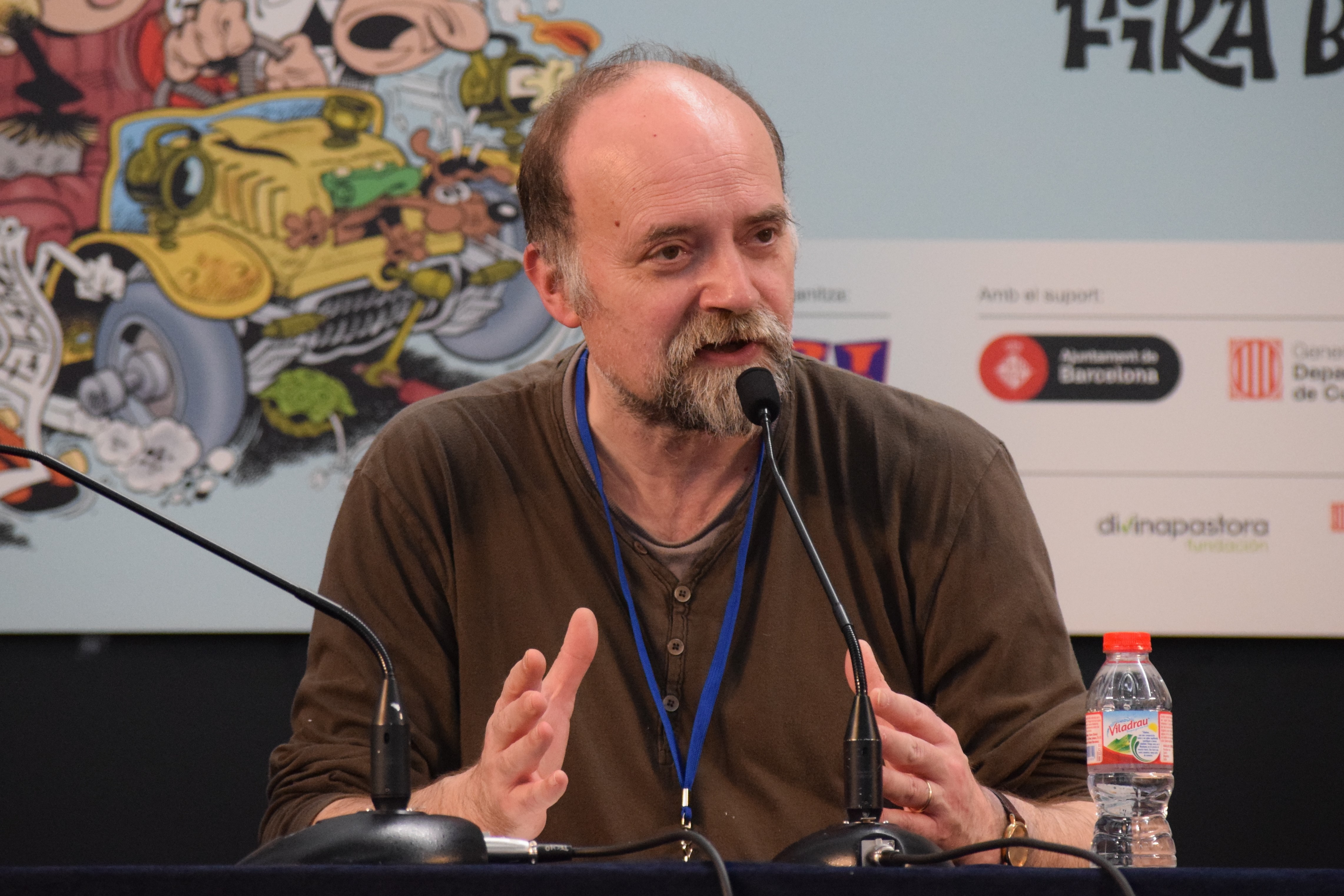
Antoni Guiral parlant a la taula rodona Les últimes sèries de Bruguera (2016).

Antoni Guiral Conti (Barcelona, 1959) és un crític, divulgador, guionista i editor de còmic català, guardonat amb el premi a la divulgació del Saló Internacional del Còmic de Barcelona de 2007.
Des de l'any 2013 és el comissari general d'exposicions del Saló del Còmic i col·laborador habitual del Saló del Manga de Barcelona. La seva col·laboració amb aquests dos certàments ja ve de llarg. El 1994, per exemple, ja havia sigut director tècnic del Saló del Còmic.

## Biografia

### Infància i juventut
Entre els 7 i 12 anys, Toni Guiral fou un àvid lector dels tebeos de l'Editorial Bruguera.

### Inicis professionals
Després de confundar el fanzine-botlletí "Funnies", durant els anys 1980 va treballar com à tècnic editorial per Norma (coordinador de publicacions entre 1986 i 1989), Anaya (va dirigir com a "freelance" una línia d'àlbums franco-belgues publicats entre 1990 i 1992, amb edicions simultànies en castellà i català, amb segell de Barcanova), Planeta DeAgostini (entre 1994 i 1998, on va arribar a ser redactor en cap i es va encarregar de la línea Laberinto d'autors espanyols) i Edicions Camaleón (on s'hi va incorporar com a soci de l'empresa poc abans del seu tancament).
Durant aquests anys va escriure també guions de còmic, compaginant els seus interessos pels «còmics de gènere amb un cert toc social» amb treballs d'encàrrec per agències (arribant a escriure guions de Masters del Universo). A principis dels anys 1990 va aconseguir viure gairebé exclusivament d'escriure guions de còmic, al coincidir una tira diària pel diari El Mundo Deportivo (dibuixada per Josep Maria Beroy) amb un parell d'àlbums d'encàrrec amb motiu de l'Expo 92 (Un paseo por La Rioja amb Jesús Redondo, i El rescate de Helios: Una aventura de los energos). En aquesta etapa va publicar sèries a les revistes Cimoc (Homero amb Fernando Rubio, Miller amb Jesús Redondo, Drunker amb Ramón Rosanas, Salvajes amb Adolfo Usero), Creepy (Mr. Black amb Jesús Redondo o Zomby y el gato amb Raf) o El Jueves (Urbe amb Pedro Espinosa). També va publicar àlbums amb Ikusager (Los Trotabosques: Sendero de fuentes mágicas, amb Pedro Espinosa i Jordi Sempere, 1991), Norma Editorial (Homero, 1992), Glénat (McGuffin, 1997, amb Fernando Rubio) o Camaleón Ediciones (Mr. Black, 1998).
Fou director tècnic de l'edició del Saló del Còmic de Barcelona de 1994 i va exercir de divulgador i crític del diari El País (entre 1990 i 1992) i a les revistes Krazy Comics, U, el hijo de Urich o Slumberland. També va dirigir per a la col·lecció didàctica Aula de Literatura de l'Editorial Vicens Vives el llibre Veinte años de cómic (1993), destinat a professors de secundària que volguessin treballar sobre el còmic a les classes, i que presentava una intruducció teòrica al mitjà, una selecció de còmics i propostes per treballar amb els alumnes.

### Maduresa
Després de l'autoedició el 1998 del llibret Terminología (en broma pero muy en serio) de los cómics, Guiral va dedicar gran part del seu treball a escriure o coordinar desenes de llibres divulgatius, diversos d'ells al voltant de l'Escola Bruguera i els seus autors.
El 2004 publicà Cuando los cómics se llamaban tebeos: La Escuela Bruguera (1945-1963), al qual seguirà el 2007 Los tebeos de nuestra infancia: La Escuela Bruguera (1964-1986), ambdós publicats per Ediciones El Jueves en gran format i sumant més de 700 pàgines. Posteriorment realitzà per Ediciones B diferents llibres sobre autors o personatges emblemàtics de Bruguera o la mateixa editorial: El Gran libro de Mortadelo y Filemón (2007), El mundo de Escobar (2008, amb Joan Manuel Soldevilla), 100 años de Bruguera: De El gato Negro a Ediciones B (2010), By Vázquez: 100 años del nacimiento de un mito (2010) o El gran libro de Superlópez (2018). També assessorà en els continguts i va escriure textos introductoris per a cadascuna de les 40 entregues del col·leccionable de quiosc Clásicos del Humor (RBA, 2009), que reeditava una selecció d'historietes de personatges de Bruguera i que posteriorment també es va redistribuir amb els diaris El Periódico de Catalunya i Las Provincias. Va col·laborar, així mateix, amb el contingut de les 70 entregues del col·leccionable Integral F. Ibáñez (Salvat, 2018-2019).
Per a Ediciones El Jueves també va realitzar dos llibres dedicats a autors molt vinculats al setmanari satíric: Gin: L'artista elegant (2006) i Bernet: 50 años de viñetas (2009).
Entre 2007 i 2014 dirigeix i coordina per a Panini l'enciclopèdia Del tebeo al manga: Una historia de los cómics, de la qual és també el redactor principal, amb múltiples col·laboradors per complements, textos complementaris o capítols concrets. L'obra completa constaria finalment d'onze volums i més de 2.200 pàgines en total.
El 2009, reprèn puntualment la seva tasca com a guionista en dues obres de contingut històric: 11-M: la novela gráfica (Panini), coescrita amb Pepe Gálvez i dibuixada per Joan Mundet i Historia ilustrada de España (Medialive), llibre de l'historiador Fernando García de Cortázar per al qual escriu unes quaranta pàgines d'historieta amb dibuixos de Jesús Redondo que complementen el text principal.
El 2011 va exercir d'assessor per la sèrie col·leccionable de quiosc TBO: Edición Coleccionista (Salvat, 2011, de 48 lliuraments), per la qual també va redactar textos introductoris a cada volum.
El 2012 publica a la revista NinthComic nº1 un llarg assaig (60 pàgines) sobre l'obra de  Moebius, a qui es dedicava la portada. Edicions De Ponent publica la seva guia didàctica del còmic El Arte de volar d'Antonio Altarriba i Kim, utilitzant-lo com a fil conductor per narrar la història d'Espanya del S. XX. És col·laborador del museu digital dedicat a l'humor gràfic Humoristan.
Des de 2013 exerceix de comissari general de les exposicions del Saló del Còmic de Barcelona. L'esdeveniment català cada any inclou diverses exposicions de producció pròpia, sovint dedicades als guanyadors dels principals premis del Saló de l'any anterior i almenys una exposició principal i de gran extensió. El 2018 es van organitzar tres exposicions principals: Jack Kirby, the king of còmics, Les revistes del boom el còmic (per a adults) i Superlópez x Jan. El 2019 l'exposició principal es va reduir a una, Stan Lee & the american comic book.
Com a membre de l'associació Tanta Tinta organitza juntament amb Santi Barjau i Eloïsa Sendra les Jornades d'Història de l'Humor Gràfic a Barcelona que se celebraren a l'Arxiu Històric de la Ciutat l'any 2013.
En 2016 publica el llibre Cómics: Manual de instrucciones (Astiberri), en col·laboració amb Pepe Gálvez, Jesús Redondo i Roberto Bergado. Aquest any també exerceix de comissari, al costat de Jordi Riera Pujal, de l'exposició La Corona d'Aragó dibuixada. Història i ficció, que va comptar amb un catàleg de descàrrega gratuïta.
El 2017 publica el llibre de gran format 100 años de TBO: La revista que dio nombre a los tebeos (Ediciones B), en col·laboració amb Lluís Giralt.
El 2019 fou comissari pel MNAC de l'exposició El Víbora: Comix contracultural. Aquest mateix any va ser nomenat membre de la Comissió del Còmic i la il·lustració del Departament de Cultura de la Generalitat de Catalunya, creada per assessorar en la gestió de fons de còmic en museus i centres de custòdia patrimonial. El 2019 també participa amb un capítol dedicat a Alfonso Font en el llibre col·lectiu Género y conciencia autoral en el cómic español (1970-2018) (Servicio de Publicaciones de la Universidad de León i Eolas Ediciones).

## Obra

### Guions de còmic (Selecció)
- 1987: El patio trasero. Col·laboració amb diversos dibuixants: Das Pastoras, Mariel, Martín Saurí. Edicions Saco Roto, Barcelona.
- 1989: Drunker, l'angoixat expolicia creat conjuntament amb el dibuixant Ramon Rosanas per a la revista Cimoc de l'editorial Norma, Barcelona.
- 1992: Homero, amb el dibuixant Fernando Rubio, Norma Editorial, Barcelona. ISBN 84-7904-124-2.
- 1997: McGuffin, Rubio, Fernando. McGuffin (en castellà).  Glénat, 1997, p. 48.
- 2009: 11-M, la novela gráfica. Guió compartit amb Pepe Gálvez. Dibuix de Joan Mundet, Panini comics. ISBN 9788498851465.

### Estudis sobre el còmic
- 1998: Terminología (en broma pero muy en serio) de los cómics, Ediciones Funnies.
- 2005: Cuando los cómics se llamaban tebeos, la escuela Bruguera 1945-1963. Edicions El Jueves. ISBN 8497415558.
- 2006: Gin, l'artista elegant. Fundació Gin i Ajuntament de Sitges.
- 2008: Los Tebeos de nuestra infancia, la escuela Bruguera 1964-1986. Edicions El Jueves. ISBN 9788497415897.
- 2008: El Mundo de Escobar, 100 años del nacimiento del creador de Carpanta y Zipi y Zape. Ediciones B. ISBN 9788466639132
- 2009: El Universo de Ibáñez, de 13, rue del Percebe a Rompetechos. Ediciones B. ISBN 9788466641074.
- 2009: Bernet : 50 años de viñetas. Edicions El Jueves. ISBN 9788497416016.
- 2009: Del Tebeo al Manga: Una Historia de los Cómics 6. Del comix underground al alternativo. Panini Comics.
- 2010: By Vázquez,80 años del nacimiento de un mito. Ediciones B. ISBN 9788466644204.
- 2010: 100 años de Bruguera, del gato negro a Ediciones B. Ediciones B. ISBN 9788466638166.
- 2016: La Corona d'Aragó dibuixada. Història i ficció. Ministerio de Educación, Cultura y Deporte.[11]
- 2017: 100 años de TBO. La revista que dió nombre a los tebeos. Ediciones B. ISBN 9788466660686.[12]
- 2018: El gran libro de Superlópez. Ediciones B. ISBN 978-84-02-42160-9.
- 2021: 100 años de Pulgarcito: La revista donde empezó todo. Bruguera (Ediciones B). ISBN 978-8402425171.[13]
- 2023: Zipi y Zape: los gemelos más famosos del tebeo. Bruguera. ISBN 9788402427854.

#### EnciclopèdiaDel Tebeo al Manga: Una Historia de los Cómics(2007-2014)
1. Guiral, Antoni. Los cómics en la prensa diaria (en castellà). 1.  Panini, 2007 (Del tebeo al manga. Una historia de los cómics). ISBN ISBN 978-84-9673-467-8.
2. Guiral, Antoni. Tiras de humor crítico para adultos (en castellà). 2.  Panini, 2007, p. 208 (Del tebeo al manga. Una historia de los cómics). ISBN 978-8496871694.
3. Guiral, Antoni. El Comic-Book: Superhéroes y otros Géneros (en castellà). 3.  Panini, 2008, p. 208 (Del tebeo al manga. Una historia de los cómics). ISBN 978-8496871991.
4. Guiral, Antoni. Marvel cómics: un universo en constante Evolución (en castellà). 4.  Panini, 2008, p. 208 (Del tebeo al manga. Una historia de los cómics). ISBN 978-8496991644.
5. Guiral, Antoni. Comic-Book: de la Silver Age a la Modern Age (en castellà). 5.  Panini, 2008, p. 208 (Del tebeo al manga. Una historia de los cómics). ISBN 978-8498850727.
6. Guiral, Antoni. Del comix underground al alternativo (en castellà). 6.  Panini, 2009, p. 208 (Del tebeo al manga. Una historia de los cómics). ISBN 978-8498851670.
7. Guiral, Antoni. El cuaderno popular: viñetas de género (en castellà). 7.  Panini, 2013, p. 208 (Del tebeo al manga. Una historia de los cómics). ISBN 978-8498852226.
8. Guiral, Antoni. Revistas de humor infantiles y juveniles (en castellà). 8.  Panini, 2013, p. 208 (Del tebeo al manga. Una historia de los cómics). ISBN 978-8498856477.
9. Guiral, Antoni. Revistas de aventuras y de cómics para adulto (en castellà). 9.  Panini, 2013, p. 208 (Del tebeo al manga. Una historia de los cómics). ISBN 978-8498859034.
10. Guiral, Antoni. Álbumes, libros y novelas gráficas (en castellà). 10.  Panini, 2013, p. 208 (Del tebeo al manga. Una historia de los cómics). ISBN 978-8490243589.
11. Guiral, Antoni; Estrada, Oriol. Manga: made in Japan (en castellà). 11.  Evolution Comics, 2014, p. 208 (Del tebeo al manga. Una historia de los cómics). ISBN 978-8490248904.

Col·laboracions
- 2012: Cu-cut! Sàtira política en temps trasbalsats (1902-1912). Efadós. ISBN 9788415232193
- 2015: Josep Coll, el observador perplejo. Diminuta i Trilita ediciones. Barcelona. ISBN 978-84-942399-5-3

### Comissari d'exposicions
- 2015 Garbancito de la Mancha. 70 anys del primer llargmetratge europeu d'animació en color. Museu del Cinema de Girona.[14][15][16][17]
- 2016 La Corona d'Aragó dibuixada. Història i ficció. Arxiu Corona d'Aragó, Palau del Lloctinent, Barcelona.[18][19]
- 2017 Humor Blanco de TBO. 35è Saló Internacional del Còmic de Barcelona.[20]